# Горња Дубрава (Горњи Михаљевец)
Горња Дубрава је насељено место у саставу општине Горњи Михаљевец у Међимурској жупанији, Хрватска. До територијалне реорганизације у Хрватској налазила се у саставу старе општине Чаковец.

## Становништво
На попису становништва 2011. године, Горња Дубрава је имала 226 становника.

## Попис1991.
На попису становништва 1991. године, насељено место Горња Дубрава је имало 301 становника, следећег националног састава:
| Попис 1991.‍ | Попис 1991.‍ | Попис 1991.‍ | Попис 1991.‍ | Попис 1991.‍ |
| ----------- | ----------- | ----------- | ----------- | ----------- |
|             |             |             |             |             |
| Хрвати      | Хрвати      |             | 293         | 97,34%      |
| Словенци    | Словенци    |             | 8           | 2,65%       |
| укупно: 301 |             |             |             |             |